# Lamphun (Provinz)
Lamphun (Thai: ลำพูน, [lām.pʰūːn]) ist eine Provinz (Changwat) in der Nordregion von Thailand. Die Hauptstadt der Provinz Lamphun heißt ebenfalls Lamphun.

## Geographie
Die Provinz liegt etwa 650 Kilometer nördlich der Hauptstadt Bangkok und 25 Kilometer südlich von Chiang Mai.
Die Bergausläufer des Himalaya bestimmen das Landschaftsbild der Provinz, die vom Mae Nam Ping (Ping-Fluss) durchflossen wird.
| Angrenzende Provinzen: | Angrenzende Provinzen: |
| ---------------------- | ---------------------- |
| Norden                 | Chiang Mai             |
| Osten                  | Lampang                |
| Süden                  | Tak                    |
| Westen                 | Chiang Mai             |

### Klima
Das Klima ist tropisch-monsunal mit gemäßigten Einflüssen. Die Temperaturen schwanken zwischen bis zu 38 °C in den heißen Monaten vor der Regenzeit und nahe dem Gefrierpunkt in den klaren Nächten des Winters. Die Höchsttemperatur im Jahr 2008 betrug 40,5 °C, die tiefste Temperatur wurde mit 9,3 °C gemessen. An 97 Regentagen fielen in demselben Jahr 737,2 mm Niederschlag.

## Geschichte
Die Stadt Lamphun wurde um 660 als Hariphunchai gegründet und war Hauptort des nördlichsten Mon-Königreichs. Die Region kam um 1000 unter die Kontrolle der Khmer, bis sie schließlich 1283 von Mengrai erobert wurde der sie in sein neu gegründetes Reich Lan Na eingliederte.
Siehe auch: Geschichte Thailands

## Wirtschaft
Im Jahr 2009 betrug das „Gross Provincial Product“ (Bruttoinlandsprodukt) der Provinz 63.731 Millionen Baht. Der offizielle Mindestlohn in der Provinz beträgt seit dem 1. April 2012 236 Baht pro Tag (etwa 5 Euro).
Die Provinz hat 1.988 Fabriken mit 78.338 Arbeitern (Stand 2010) und damit einen relativ hohen industriellen Sektor.

### Daten
Die unten stehende Tabelle zeigt den Anteil der Wirtschaftszweige am Gross Provincial Product in Prozent:
| Wirtschaftszweig | 2006 | 2007 | 2008 | 2009 |
| ---------------- | ---- | ---- | ---- | ---- |
| Landwirtschaft   | 9,5  | 7,8  | 9,7  | 10,3 |
| Berg-, Tagebau   | 0,3  | 0,2  | 0,3  | 0,8  |
| Industrie        | 69,1 | 71,2 | 69,7 | 67,3 |
| Andere           | 21,1 | 20,8 | 20,3 | 21,6 |

Die am stärksten zur Wirtschaftsleistung der Provinz beitragende Branche war im Jahr 2011 die Landwirtschaft mit 21,928  Mrd. Baht, gefolgt vom verarbeitenden Gewerbe mit 18,786 Mrd. Baht sowie dem Groß- und Einzelhandel mit 7,426 Mrd. Baht.

### Landnutzung
Für die Provinz ist die folgende Landnutzung dokumentiert:
- Waldfläche: 1.610.280 Rai (2.576,5 km²), 57,2 % der Gesamtfläche
- Landwirtschaftlich genutzte Fläche: 542.498 Rai (868,0 km²), 19,3 % der Gesamtfläche
- Nicht klassifizierte Fläche: 663.398 Rai (1.061,4 km²), 23,6 % der Gesamtfläche

## Bevölkerung
Gemäß den Daten der Volkszählung 2000 waren 99,8 % der Bevölkerung thailändische Staatsbürger, 99,5 % Buddhisten und 0,2 % Muslime. 6 % sprachen eine der Sprachen der sogenannten Bergvölker.

## Verkehr

### Flugverkehr
Lamphun besitzt keinen eigenen Flughafen, der nächste Flughafen ist in Chiang Mai.

### Bahnverkehr
Die Provinz hat 6 Bahnhöfe an der thailändischen Nordbahn (Bangkok–Chiang Mai): Pa Sao, Lamphun, Nong Lom, Sala Mae Tha, Tha Chomphu and Khun Tan.

## Symbole
Das Siegel der Provinz zeigt den bekannten goldenen Chedi des Wat Phrathat Haripunchai, dem Haupttempel von Lamphun. Der Chedi soll auch Reliquien von Buddha beherbergen.
Die lokale Pflanze ist der Palasabaum (Butea monosperma) sowie auch der Regenbaum (Samanea saman).
Der Wahlspruch der Provinz Lamphun lautet:
Die Stadt des herausragenden Tempels Prathat Hariphunchai,
Phra Rod, das heilige Buddha-Bildnis wird von allen bewundert,
Viele Longan-Gärten, guter Knoblauch,
und schöne Sitten sind der Ruhm der Provinz,
Königin Chamadevi von Hariphunchai, so war der alte Name des Königreichs.

## Sehenswürdigkeiten

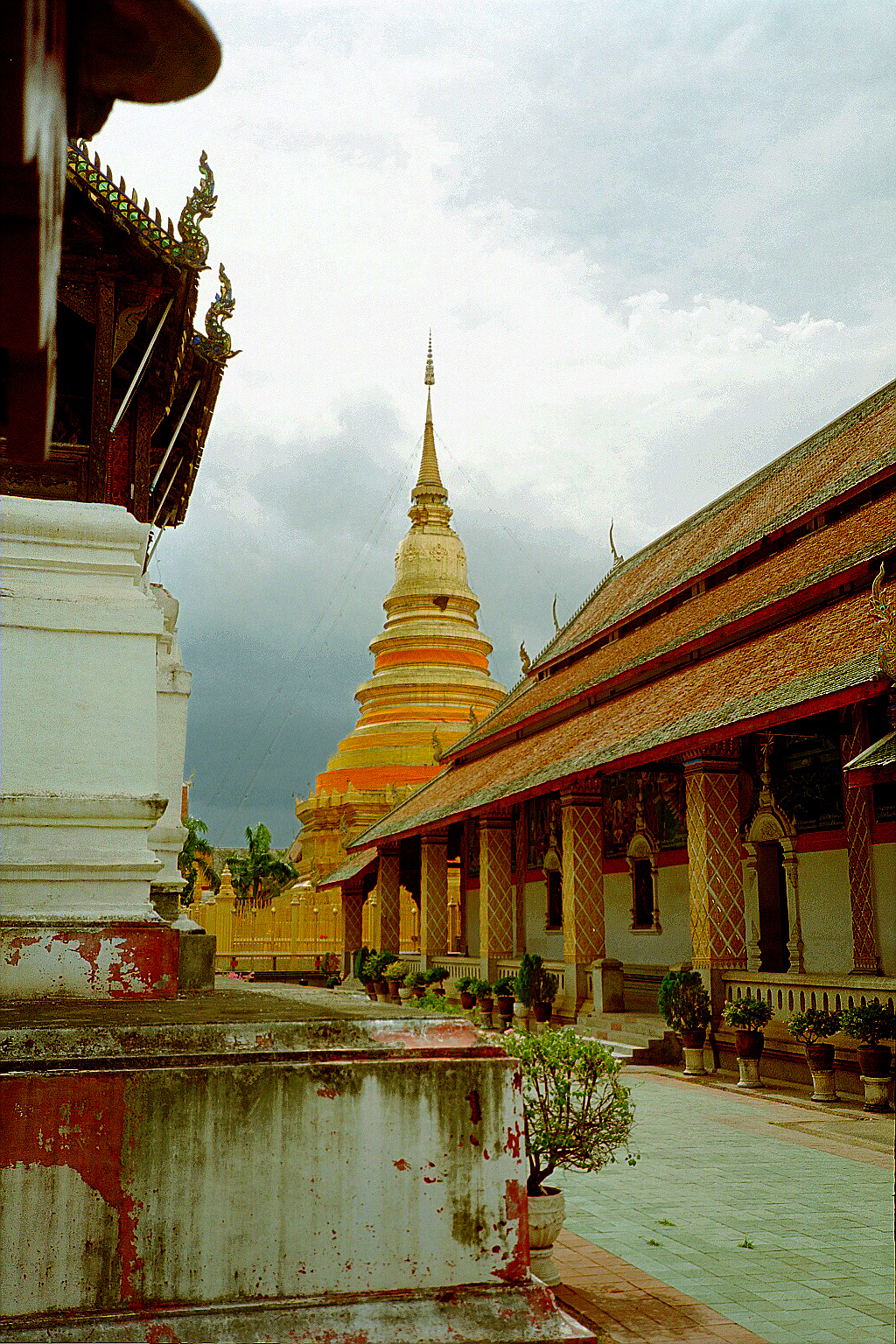
Viharn Luang und Chedi des Wat Phra That Hariphunchai

- Wat Phra That Hariphunchai – um 1100 auf dem Gelände des ehemaligen Königspalastes errichtete buddhistische Tempelanlage (Wat) in Lamphun am Fluss Kwang, weithin sichtbar ist der 46 Meter hohen, mit Blattgold überzogene Chedi
- Wat Chamadevi – buddhistischer Tempel mit abgestuften pyramidenförmigen Chedi aus der Mon-Zeit
- Hariphunchai-Nationalmuseum in der Provinzhauptstadt
- Nationalpark Mae Ping

## Verwaltungseinheiten

### Provinzverwaltung
Die Provinz Lamphun ist in acht Landkreise (Amphoe) gegliedert. Die Kreise sind weiter unterteilt in 51 Gemeinden (Tambon) und 551 Dörfer (Muban).
| \| Nr. \| Amphoe \| \| \| --- \| ---------------------- \| ---------------- \| \| 1. \| Amphoe Mueang Lamphun \| อำเภอเมืองลำพูน \| \| 2. \| Amphoe Mae Tha \| อำเภอแม่ทา \| \| 3. \| Amphoe Ban Hong \| อำเภอบ้านโฮ่ง \| \| 4. \| Amphoe Li \| อำเภอลี้ \| \| 5. \| Amphoe Thung Hua Chang \| อำเภอทุ่งหัวช้าง \| \| 6. \| Amphoe Pa Sang \| อำเภอป่าซาง \| \| 7. \| Amphoe Ban Thi \| อำเภอบ้านธิ \| \| 8. \| Amphoe Wiang Nong Long \| อำเภอเวียงหนองล่อง \| |                        |                  |
| Nr. | Amphoe                 |                  |
| 1. | Amphoe Mueang Lamphun  | อำเภอเมืองลำพูน    |
| 2. | Amphoe Mae Tha         | อำเภอแม่ทา        |
| 3. | Amphoe Ban Hong        | อำเภอบ้านโฮ่ง      |
| 4. | Amphoe Li              | อำเภอลี้           |
| 5. | Amphoe Thung Hua Chang | อำเภอทุ่งหัวช้าง     |
| 6. | Amphoe Pa Sang         | อำเภอป่าซาง       |
| 7. | Amphoe Ban Thi         | อำเภอบ้านธิ        |
| 8. | Amphoe Wiang Nong Long | อำเภอเวียงหนองล่อง |

### Lokalverwaltung
Für das ganze Gebiet der Provinz besteht eine Provinz-Verwaltungsorganisation (องค์การบริหารส่วนจังหวัด, kurz อบจ., Ongkan Borihan suan Changwat; englisch Provincial Administrative Organization, PAO).
In der Provinz gibt es eine Stadt (เทศบาลเมือง – Thesaban Mueang): Lamphun (เทศบาลเมืองลำพูน).
Daneben gibt es 23 Kleinstädte (เทศบาลตำบล – Thesaban Tambon).